# Fredrik Crafoord
Fredrik Crafoord, född den 19 april 1969 i Örby söder om Stockholm, värdepappershandlare.
Crafoord är inskriven i den svenska bankhistorien för att vid spekulativ handel med derivatinstrument, ha åstadkommit en av de största penningförlusterna genom tiderna, 1,23 miljarder kronor. Den ekonomiska skadan för hans arbetsgivare HQ Bank, vid vilken han var chef för tradingavdelningen, ledde till att banken förlorade sin oktroj och försattes i likvidation.
Crafoord, som aldrig tog någon examen, anställdes redan som 25-åring 1994 vid HQ Bank i Stockholm, där han tillsammans med Patrik Enblad och på initiativ av Mats Qviberg, byggde upp bankens tradingavdelning, handeln med aktier och derivat för bankens egna pengar. Under flera år gav dessa riskfyllda transaktionsaffärer höga vinster till banken och genererade bonusnivåer i miljonklassen till de anställda.
I juni 2008 anklagades Crafoord för att ha manipulerat kursen i H&M-aktien. Crafoord hade lagt en gigantisk order på H&M-aktier i samband med en kvartalsrapportering innan handeln öppnade. Börsen konstaterade vid en utredning att den stora orderläggningen, som drogs tillbaka vid börsens öppning, påverkade prissättningen och stred mot börsens bestämmelser. Stockholmsbörsens disciplinnämnd såg allvarligt på hans agerande, men valde att låta ärendet bero och Crafoord kunde fortsätta som chef på tradingavdelningen.
Året innan HQ Bank detroniserades uppgick Crafoords inkomster enligt Skatteverket till 10,4 miljoner kronor. Redan ett flertal år dessförinnan hade dock tradingavdelningens derivatpositioner slagit fel och blivit högst problematiska. Detta besvärande faktum kunde dock banken dölja genom att derivaten internt och godtyckligt övervärderades med hundratals miljoner kronor, en manipulation med vilken man kunde undkomma skyldigheten att informera aktieägare och marknad.
När tradingskandalen i HQ Bank avslöjades i maj 2010, fick Crafoord omgående lämna banken. Tillsammans med kollegan Mikael König belägger Fredrik Crafoord plats nummer 64 på en topplista över världens största tradingförluster och de handlare, som orsakat dem.
I juli 2011 meddelades att Fredrik Crafoord ingått förlikning med HQ AB:s nya styrelse. I utbyte mot att bolagets stämningsansökan mot honom dras tillbaka, kommer Crafoord att stå till förfogande som informationskälla i den rättsliga talan, som förs mot hans forna kollegor och bolagets gamla styrelse.